# Ewald Roßbach
Ewald Roßbach (* 12. Oktober 1922 in Hindfeld) ist ein früherer deutscher Politiker der DDR-Blockpartei Demokratische Bauernpartei Deutschlands (DBD).

## Leben
Ewald Roßbach ist der Sohn eines Bauern aus Thüringen. Nach dem Besuch der Volks- und Aufbauschule ging er an die Fachschule für Landwirtschaft, wo er 1961 den Abschluss als staatlich geprüfter Landwirt erhielt. Er wurde Vorsitzender der LPG „Einigkeit“ in Hindfeld.
Von 1958 bis 1971 war er Mitglied der DBD-Fraktion der Volkskammer der DDR.